# ヤン・マイエロヴィツ
ヤン・マイエロヴィツ（Jan Meyerowitz、1913年4月23日 - 1998年12月15日）は、ドイツ出身のアメリカ合衆国の作曲家。

## 生涯
ブレスラウ（現在のポーランド領ヴロツワフ）のユダヤ人の家庭に生まれる。本名はハンス＝ヘルマン・マイエロヴィツ（Hans-Hermann Meyerowitz）。1927年からベルリンでアレクサンダー・フォン・ツェムリンスキーらについて学んだ。しかし1933年にナチス政権が成立すると、イタリアに逃れてローマでオットリーノ・レスピーギとアルフレード・カゼッラに師事した。1938年にベルギーに移り、翌年には南フランスに移り住んだ。第二次世界大戦中は対独レジスタンスに協力し、マルセイユで終戦を迎えた。
1946年、アメリカ合衆国に渡り、タングルウッド音楽センターのオペラ部門の監督だったボリス・ゴルドフスキーのアシスタントとなった。1951年に合衆国市民権を取得し、ニューヨーク市立大学ブルックリン校とニューヨーク市立大学シティカレッジの教壇に立った。退職後はフランスに戻り、コルマールで死去した。享年85。

## 作品

### オペラ
- シムーン（1949）
- エミリー・ディキンソン（1951）
- 学校の悪童（1952）
- エステル（1957-60）
- ゴッドファーザーの死（1960-61）

### 声楽曲
- カンタータ『5人の愚かな処女』
- ピアノとコロラトゥーラソプラノのための『ルツの物語』
- ニュープリマス・カンタータ
- ヘブライ語による典礼曲（1962）
- バスとオーケストラのための5つの聖歌（1963）

### 管弦楽曲
- 交響曲『エステル記のミドラシュ』（1954）
- フランダース序曲（1959）
- オーボエ協奏曲（1962）
- フルート協奏曲

### 室内楽曲
- 弦楽四重奏曲（1936-55）
- ヴァイオリンとチェロのためのソナタ

## 文献
- Hans-Jürgen Winterhoff und de:Helmut Loos (Hrsg.): Fünf schlesische Komponisten des 20. Jahrhunderts. Ernst August Voelkel (1886 – 1960), Fritz Lubrich (1888 – 1971), Edmund von Borck (1906 – 1944), Jan Meyerowitz, Martin Christoph Redel (* 1947). Bonn (Schröder) 1994 (= Deutsche Musik im Osten, Band 4). ISBN 3-926196-20-3